# Taksim-Stadion
Das Taksim-Stadion (türkisch Taksim Stadyumu) am Taksim-Platz in Istanbul war das erste Fußballstadion des Stadtteils Beyoğlu. Es war Spielstätte und zugleich Heimstadion mehrerer Istanbuler Fußballvereine, wie Beşiktaş Istanbul, Galatasaray Istanbul und Fenerbahçe Istanbul.

## Geschichte
Ursprünglich stand an der Stelle eine um 1780 errichtete Kaserne der Artillerietruppe Topçu der osmanischen Armee. Nach einem Großbrand wurde diese 1806 als Topçu-Kaserne beziehungsweise Halil-Pascha-Topçu-Kaserne (türkisch Taksim Kışlası oder Halil Paşa Topçu Kışlası) neu erbaut. Diese wurde 1903 nach einem Putsch türkischer Militärs schwer beschädigt und verlor danach ihre militärische Bedeutung. Der türkische Staat verkaufte das gesamte Areal der Kaserne 1913 an das türkische Industrie- und Handelsunternehmen Sanayi ve Ticaret Şirket-i Milliye-i Osmaniye.
Später wurde der Kaserneninnenhof in ein Fußballfeld umgewandelt und diente Fußballvereinen wie Beşiktaş Istanbul, Galatasaray Istanbul und Fenerbahçe Istanbul als Spielfeld. Der umgestaltete Kasernenhof wurde in jener Zeit auch für Theateraufführungen genutzt. Nach dem Ersten Weltkrieg quartierten sich die in Istanbul stationierten französischen Truppen sowie senegalesische Soldaten aus den französischen Kolonialgebieten in der Topçu-Kaserne ein und nutzen den Innenhof ebenfalls als Spielfeld. Nach deren Abzug wurde der Innenhof zum Fußballstadion ausgebaut.
Die Spielfläche des ehemaligen Kasernenhofes wurde 1921 offiziell in Taksim-Stadion umbenannt. Das erste offizielle Spiel der türkischen Fußballnationalmannschaft erfolgte am 26. Oktober 1923 als Freundschaftsspiel gegen Rumänien und endete mit einem 2:2-Unentschieden. Es war das erste Spiel der neu gegründeten türkischen Republik. Die Tore für die türkische Mannschaft schoss der Nationalspieler Zeki Rıza Sporel, der ebenso am 17. Juni 1924 beim Spiel gegen Finnland den 4:2-Sieg für die Türkei erzielte.
Der Bau war auf Grund von Beschädigungen der Rebellion von 1903 und eines längeren Leerstandes am Ende der 1930er Jahre in desolatem Zustand. Auf Grund eines geplanten Umbaus ließ die Stadt Istanbul die Kaserne samt Stadion und Spielfeld bis 1940 abreißen und auf deren Flächen einen Park anlegen. Bis 1951 wurde der auf dem Gelände geschaffene städtische Gezi-Park fertiggestellt.